# Weibin (Xinxiang)
Der Stadtbezirk Weibin (chinesisch 衛濱區 / 卫滨区, Pinyin Wèibīn Qū) gehört zum Verwaltungsgebiet der bezirksfreien Stadt Xinxiang in der chinesischen Provinz Henan. Er hat eine Fläche von 67 km² und zählt 224.900 Einwohner (Stand: Ende 2018).

## Administrative Gliederung
Auf Gemeindeebene setzt sich der Stadtbezirk aus sieben Straßenvierteln und einer Gemeinde zusammen. 